# Dysphania jessica
Dysphania jessica är en fjärilsart som beskrevs av Swinhoe 1908. Dysphania jessica ingår i släktet Dysphania och familjen mätare. Inga underarter finns listade i Catalogue of Life.